# Édouard Stephan
Édouard Jean-Marie Stephan (31 de agosto de 1837-30 de diciembre de 1923) fue un astrónomo francés.

## Biografía
Nació en Sainte Pezenne (hoy uno de los distritos de la ciudad de Niort), estudió en la École normale supérieure de París, donde se licenció en matemáticas, y se graduó como primero de su promoción en 1862,  fue nominado  por Urbain Le Verrier director del Observatorio de Marsella en 1866, cargo que ocupará hasta 1907.
En 1868 dirige una expedición para observar un eclipse de sol en el reino de Siam, acompañado de Georges Rayet, un astrónomo de su mismo promoción. Observando el espectro de las protuberancias solares descubrió una línea de emisión hasta entonces desconocida que Stephan describirá como de color amarillo pajizo. El elemento químico desconocido será bautizado como helio y será aislado en la Tierra por los químicos 17 años más tarde.
La obra principal de Stephan fue el descubrimiento de en torno a 800 nebulosas extremadamente débiles, según sus propias palabras, entre 1869 y 1885. Actualmente se sabe que los objetos que Stephan denominaba nebulosas en realidad son galaxias compuestas de miles de millones de estrellas, aunque dicho descubrimiento no se realizó hasta 1924 por Edwin Hubble. Stephan hizo notar que las nebulosas se repartían en pequeños grupos, hoy en día conocidos como grupos de Hickson, entre los que destaca el conocido como Quinteto de Stephan.
En 1873, Stephan intenta medir la extrema pequeñez del diámetro aparente de las estrellas fijas, utilizando la técnica de la interferometría, a través de dos ventanas separadas en el telescopio de Foucault. No obtuvo ningún resultado positivo, estableciendo que el diámetro aparente de las estrellas es considerablemente inferior a 0.158 segundos de arco.
En 1881 descubrió NGC 5, y al año siguiente descubrió la galaxia NGC 6027 utilizando el reflector de 80 cm.Entre otras, descubrió el Quinteto de Stephan, también conocido como "Arp 319", un grupo de cinco galaxias. Stephan realizó este descubrimiento con el primer telescopio equipado con un espejo revestido de reflexión.
A pesar de que fue descubierto por Jérôme Coggia, su nombre está asociado al cometa periódico 38P/Stephan-Oterma. Así mismo, Stephan descubrió dos asteroides: (89) Julia y (91) Égine en 1866.

## Premios y reconocimientos
Fue nombrado Caballero de la Legión de Honor en 1868 y Oficial de la Legión de Honor en 1879. En 1884, la Academia Francesa de Ciencias le concedió el Premio Valz.